# Маркетти, Алессандро
Алессандро Маркетти (итал. Alessandro Marchetti; 16 июня 1884, Кори — 5 декабря 1966, Сесто-Календе) — итальянский авиаконструктор, автор множества проектов. Наиболее известен благодаря самолётам, созданным им во время работы в компании SIAI-Marchetti. К таковым относятся SM.79 Sparviero, SM.81 Pipistrello, SM.84 и другие.